# Folsom Field
Folsom Field é um estádio localizado em Boulder, Colorado, Estados Unidos, possui capacidade total para 54.972 pessoas, é a casa do time de futebol americano universitário Colorado Buffaloes football da Universidade do Colorado. O estádio foi inaugurado em 1924.